# Parasteatoda daliensis
Parasteatoda daliensis là một loài nhện trong họ Theridiidae.
Loài này thuộc chi Parasteatoda. Parasteatoda daliensis được Chuandian Zhu miêu tả năm 1998.